# 南海 (韓国)
南海（ナムヘ、韓: 남해）または朝鮮南海（チョソンナムヘ、朝: 조선남해）は、韓国において朝鮮半島の南側の海域を指す言葉。その東側の海域は国際的には日本海の一部、西側の海域は黄海の一部にあたる。

## 範囲
南海の範囲は、韓国の政府機関によってそれぞれ違う。
1997年、当時の海洋水産部は東海との境界を韓国の蔚山と日本の出雲市を結ぶ対馬海峡上の直線とした。また、黄海との境界を珍島西端と遮帰島の直線とし、東シナ海との境界を牛島と福江島の南端を結ぶ直線とした。これは、国立水産振興院（現国立水産科学院）が1979年に「韓国海洋便覧」に標準として用いた。
しかし、海洋水産部の傘下だった国立海洋調査院は1992年の「水路業務便覧」において、東海との境界を釜山の五六島の北、黄海との境界を全羅南道海南郡の南端に定めた。
気象庁では、黄海との境界は海南半島の南端で、国立海洋調査院と同じだが、東海との境界を釜山広域市と蔚山広域市の海岸の境界点とした。
2013年には東海と南海の境界を観光資源としようする思惑を巡って、釜山市海雲台区と南区が神経戦を繰り広げた。海雲台区は国立海洋調査院の資料を引用し、月見の丘の海月亭（海月精舍）付近を「南海と東海が出会う場所」として広報を開始、また海雲台を南海に含めることで政府が進める南海観光振興策にこの地区を組み込もうとする一方、南区は国立海洋調査院が2008年まで境界を五六島としていたのを受け、2010年11月に境界標識石を立てており、安全行政部もこの立場に近い。

## その他
韓国では、日本海のその他の海域を「東海」、黄海のその他の海域を「西海」と呼んでいる。また日本海の呼称を東海へ変更する運動を続けているが（日本海呼称問題）、東海と呼ぶことを求めている海域の一部を自ら南海と呼んでいるのであり、自己矛盾であるとする指摘がある。